# 清水 (福岡市)
清水（しみず）は、福岡県福岡市南区の地名。現行行政地名は清水一丁目から四丁目。郵便番号は815-0031。

## 地理
福岡市南区の北東部、那珂川西岸に位置し、西は福岡県道602号後野福岡線（日赤通り）を挟んで玉川町、北西は大楠、北は那珂川を挟んで博多区美野島、東は同じく那珂川を挟んで博多区竹下、南は塩原及び向野と接している。
国道385号及び日赤通り沿いは交通量が多く、商業地として利用されている。

## 歴史

### 町域の変遷
| 住居表示実施後           | 実施年月日         | 住居表示実施前（各大字の一部）                       |
| ------------------------ | ------------------ | ---------------------------------------------------- |
| 清水一丁目から清水四丁目 | 1969年（昭和44年） | 清住町・清水西町・高田町・日吉町・大字清水・大字塩原 |

## 施設
- 福岡市立清水ワークプラザ
- 清水郵便局
- DNP西日本
- 佐川急便南福岡営業所
- フォルクスワーゲン福岡
- 福岡トヨペット清水店
- マルキョウ清水店
- 福岡第一高等学校清心寮

### 教育施設

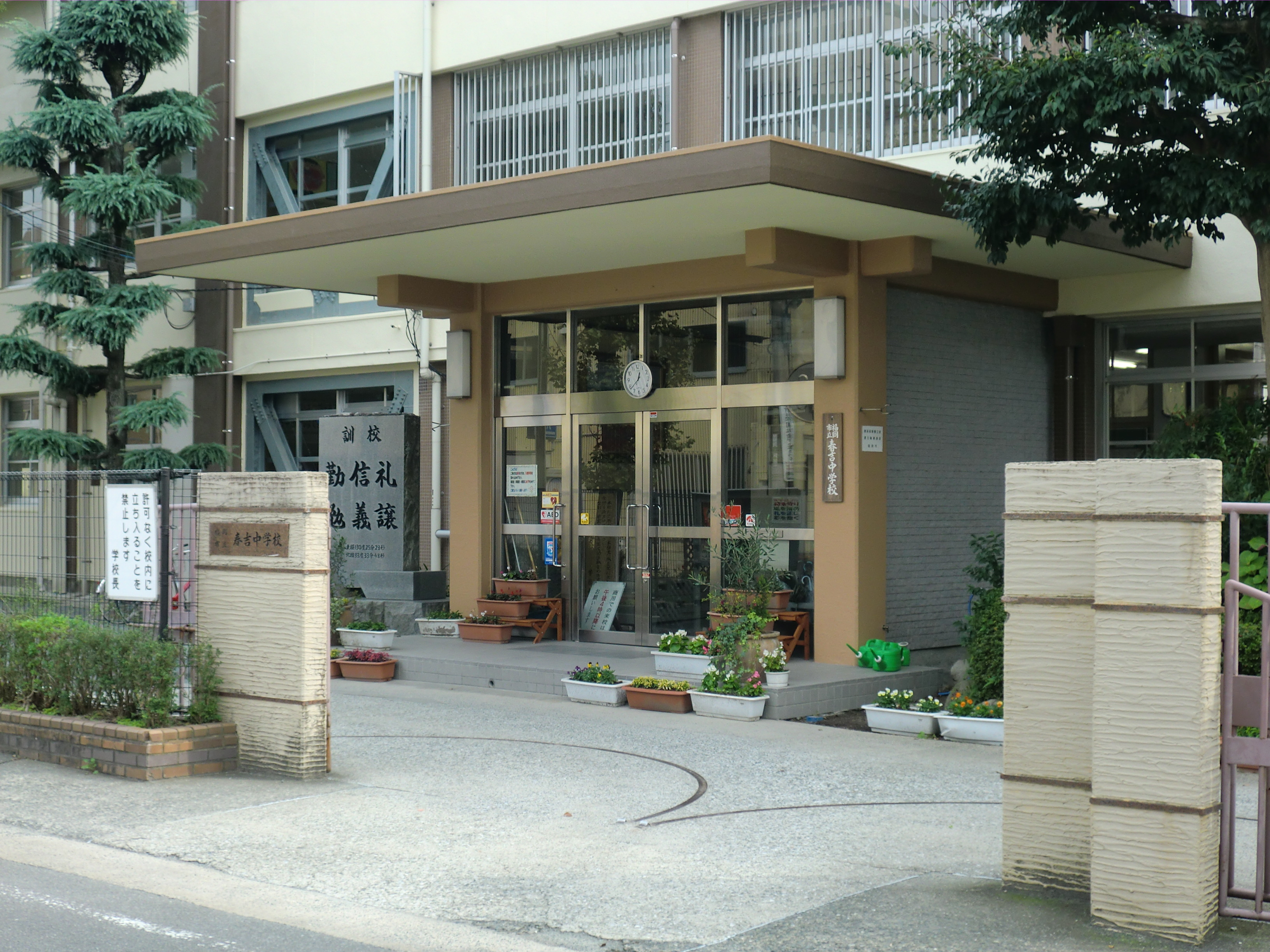
福岡市立春吉中学校

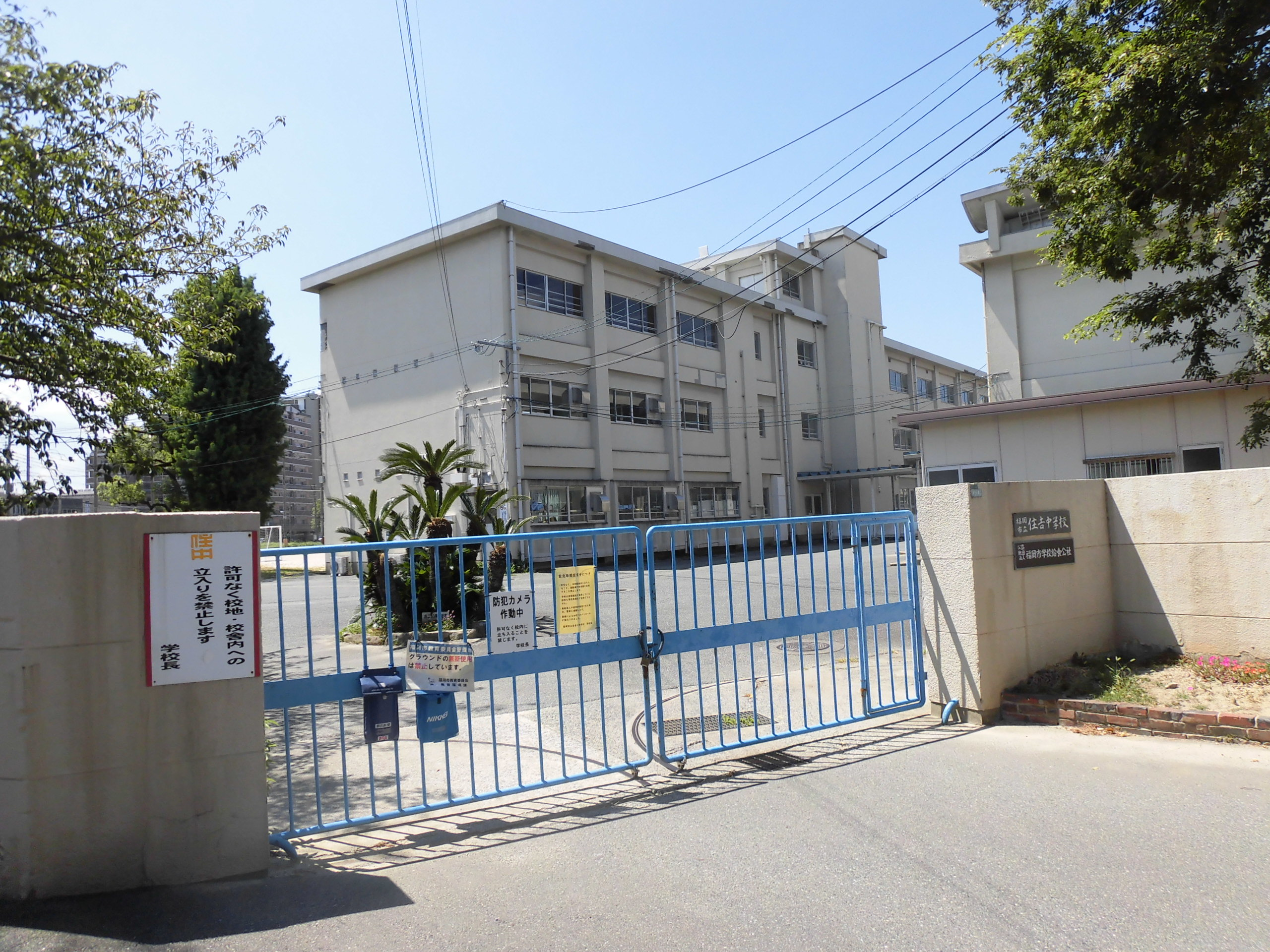
旧・福岡市立住吉中学校（現・福岡市立特別支援学校「清水高等学園」）

- 福岡市立春吉中学校 - 町内に小学校はなく、1丁目、3丁目、4丁目が福岡市立玉川小学校、	2丁目が福岡市立塩原小学校の校区となっている[2]。
- 福岡市立特別支援学校「清水高等学園」

### かつて存在した施設
町内にはかつて福岡市立住吉中学校があったが、2015年（平成27年）に福岡市立住吉小学校と統合され、「福岡市立住吉小中学校」となった（施設一体型のため、条例上は移転扱い）。跡地は2023年4月1日に福岡市立特別支援学校「清水高等学園」となり、校舎も引き継がれた。

## 交通

### 道路
- 福岡県道602号後野福岡線（日赤通り）
- 国道385号（日赤通り）
- 福岡市道清水上牟田線（きよみ通り）

### 鉄道
町内に鉄道は通っていない。西鉄天神大牟田線の高宮駅が最寄り駅となる。

### バス
- 西鉄バス
  - 清水町